# Horburg
Horburg is een dorpje in de Duitse gemeente Barum, deelstaat Nedersaksen, en telde, volgens de website van de gemeente Barum, 522 inwoners (1 februari 2022).
Horburg, in 1318 voor het eerst schriftelijk vermeld, heette tot 1931 Dreckharburg, niet, omdat het dorp te midden van modder lag, maar omdat er trekschuiten over de rivier de Ilmenau langs voeren. Totdat er in 1888 een kanaal voor de vrachtscheepvaart, het Ilmenaukanaal, werd aangelegd, stroomde de Ilmenau door wat daarna de bedding van de Neetze werd. Drecken is het lokale dialectwoord voor trekken. In 1945 en de eerste helft van 1946, in de nasleep van de Tweede Wereldoorlog, was Horburg tijdelijk een nood-woonlocatie voor krijgsgevangenen, vluchtelingen en displaced persons. De geallieerde bezettingstroepen stonden de Duitse bevolking van het dorp pas in de zomer van 1946 toe, weer naar huis terug te keren.
Het dorp heeft steeds een agrarisch karakter behouden; o.a. de melkveehouderij is nog van enige betekenis. Verder is er na 1970 enig toerisme ontstaan, terwijl ook betrekkelijk veel inwoners van de gemeente woonforensen zijn, die in een grotere plaats elders werken.
Zie voor meer informatie: Barum (an der Ilmenau).